# Mariano García
Mariano García García (Fuente Álamo de Murcia, 25 settembre 1997) è un mezzofondista spagnolo.

## Biografia
Ai campionati europei di atletica leggera indoor di Glasgow 2019 è arrivato quarto negli 800 m piani con il tempo di 1'47"58.

## Palmarès
| Anno | Manifestazione  | Sede      | Evento       | Risultato  | Prestazione | Note                          |
| ---- | --------------- | --------- | ------------ | ---------- | ----------- | ----------------------------- |
| 2019 | Europei indoor  | Glasgow   | 800 m piani  | 4º         | 1'47"58     | Miglior prestazione personale |
| 2019 | Mondiali        | Doha      | 800 m piani  | Batteria   | 1'49"08     |                               |
| 2021 | Europei indoor  | Toruń     | 800 m piani  | Semifinale | 1'47"63     |                               |
| 2022 | Mondiali indoor | Belgrado  | 800 m piani  | Oro        | 1'46"20     |                               |
| 2022 | Mondiali        | Eugene    | 800 m piani  | Semifinale | 1'46"70     |                               |
| 2022 | Europei         | Monaco    | 800 m piani  | Oro        | 1'44"85     | Miglior prestazione personale |
| 2024 | Mondiali indoor | Glasgow   | 800 m piani  | 5º         | 1'48"77     |                               |
| 2025 | Europei indoor  | Apeldoorn | 800 m piani  | Semifinale | 1'46"33     |                               |
| 2025 | Mondiali indoor | Nanchino  | 1500 m piani | 8º         | 3'41"83     |                               |